# Medalla al Valor (Bielorrusia)
La Medalla al Valor (en bielorruso: Медаль «За адвагу») es una condecoración estatal de la República de Bielorrusia, destinada a reconocer el valor y la valentía personal en la defensa de la Patria, el cumplimiento del deber militar, oficial o cívico, la protección de los derechos constitucionales de los ciudadanos y el rescate de personas en situaciones de emergencia asociadas a un riesgo para la vida. Fue establecida por la Ley de la República de Bielorrusia del 13 de abril de 1995 N.º 3726-XII «Sobre los premios estatales de la República de Bielorrusia».

## Criterios de concesión
La Medalla al Valor se otorga al personal militar, superior y alistado de los órganos del interior, la Comisión de Investigación, la Comisión Estatal de Instrucción Forense, los órganos de investigación financiera de la Comisión Estatal de Control, los órganos y divisiones para situaciones de emergencia y otros ciudadanos para asuntos personales. Por el coraje y el valor desplegados en:
- Situación de combate protegiendo a la Patria y sus intereses estatales;
- La ejecución de deberes militares, de servicio o civiles y en la protección de los derechos constitucionales de los ciudadanos.

La insignia de la medalla se lleva en el lado izquierdo del pecho y, en presencia de otras órdenes y medallas de la República de Bielorrusia, se coloca justo después de la insignia de la Orden por el Fortalecimiento de la Paz y la Amistad.

## Descripción
La Medalla al Valor está hecha de plata y tiene la forma de un círculo con un diámetro de 37 mm con un borde convexo por ambos lados.
En el anverso, en la parte superior hay tres aviones volando de derecha a izquierda. Debajo de las aeronaves está la inscripción impresa y esmaltada en rojo en dos líneas «Al Valor» (en bielorruso, «За адвагу») y debajo de la inscripción hay un tanque (un T-35) con su esquina delantera izquierda más cercana al frente. El reverso de la medalla es sencillo excepto por una letra «N» en relieve seguida de una línea horizontal en la mitad inferior reservada para el número de serie del premio y la marca del fabricante debajo de la inscripción.
La medalla está conectada con un ojal y un anillo a un bloque pentagonal cubierto con una cinta muaré de seda azul con dos franjas azules más oscuras longitudinales a lo largo de los bordes.